# Lind, Ahrweiler
Lind là một đô thị thuộc huyện Ahrweiler, bang Rheinland-Pfalz, phía tây nước Đức. Đô thị Lind, Ahrweiler có diện tích 12,35 km², dân số thời điểm ngày 31 tháng 12 năm 2006 là 599 người.